# Drassodella quinquelabecula
Drassodella quinquelabecula är en spindelart som beskrevs av Tucker 1923. Drassodella quinquelabecula ingår i släktet Drassodella och familjen Gallieniellidae. Inga underarter finns listade i Catalogue of Life.